# Mekoryuk
Mekoryuk es una ciudad ubicada en el área censal de Bethel en el estado estadounidense de Alaska. En el censo de 2010 tenía una población de 191 habitantes y una densidad poblacional de 11,57 personas por km².

## Geografía
Mekoryuk se encuentra en las coordenadas 60°23′17″N 166°11′6″O / 60.38806, -166.18500. Según la Oficina del Censo de los Estados Unidos, Mekoryuk tiene una superficie total de 16.5 km², de la cual 16.49 km² corresponden a tierra firme y (0.08%) 0.01 km² es agua.

## Demografía
Según el censo de 2010, había 191 personas residiendo en Mekoryuk. La densidad de población era de 11,57 hab./km². De los 191 habitantes, Mekoryuk estaba compuesto por el 3.14% blancos, el 0% eran afroamericanos, el 93.19% eran amerindios, el 0% eran asiáticos, el 0% eran isleños del Pacífico, el 0.52% eran de otras razas y el 3.66% pertenecían a dos o más razas. Del total de la población el 0% eran hispanos o latinos de cualquier raza.

## Localidades adyacentes
El siguiente diagrama muestra a las localidades más próximas a Mekoryuk.